# Amanti folli (film 1933 Germania)
Amanti folli (Liebelei) è un film tedesco del 1933 diretto da Max Ophüls. Basato sul lavoro teatrale Liebelei di Arthur Schnitzler, ne venne girata anche una versione francese che prese il titolo Une historie d'amour ma che in Italia venne distribuita sempre come Amanti folli.

## Trama
Vienna, 1910. Teatro.
Sta per iniziare la rappresentazione de "Il ratto dal serraglio" di Wolfgang Amadeus Mozart. 
Il tenente Fritz Lobheimer è in platea con l'amico, pure tenente, Theodor Kaiser. Due giovani donne, Christine, figlia di un violinista e aspirante cantante, e Mizi, crestaia, si sporgono dal loggione e fanno involontariamente cadere il binocolo. 
L'oggetto perduto e ritrovato sarà occasione di incontro per i quattro giovani. 
Inviti, valzer, caffè: i giovani si innamorano e nascono le due coppie, Theo e Mizi, Fritz e Christine.
Purtroppo un destino crudele incombe: la precedente relazione sentimentale di Fritz con la baronessa Eggersdorf induce il marito di costei a sfidarlo a duello. 
Theo cerca disperatamente di convincere i vertici militari ad intervenire ma tutto è inutile: Lobheimer nel duello viene ucciso. Theo rinuncia alla carriera e abbandona l'esercito. Christine disperata si lancia dalla finestra.

## Produzione
Il film, che fu prodotto dalla Elite-Tonfilm-Produktion GmbH di Berlino, venne girato a Vienna.

## Distribuzione
Fu presentato in prima a Vienna il 24 febbraio 1933. In Germania, il 10 marzo dello stesso anno, fu presentato all'Ufa-Theater di Lipsia.
In Italia, il film fu distribuito in una versione di 2233 metri dalla Elite Tonfilm con il visto di censura 28065 del dicembre 1933.